# Eleia
Eleia (en grec antic Ἐληΐα) va ser una ciutat situada a l'oest de Singara (Sindjar).
Es coneix perquè va ser l'escenari d'una batalla entre romans i perses en temps de Constantí el Gran en què els dos camps van reclamar la victòria. Ammià Marcel·lí descriu la batalla però diu que n'hi va haver una altra a Singara. Quint Curci Ruf només descriu la batalla d'Eleia. Aquesta batalla també la menciona Julià l'Apòstata.